# إنقاذ جوليانا سغرينا
في 4 مارس/آذار 2005، نفذت المخابرات العسكرية الإيطالية (SISMI) عملية سرية لإنقاذ الصحفية الإيطالية جوليانا سغرينا من خاطفيها في العراق. بعد نجاح عملية الإنقاذ، تعرضت السيارة التي كانت تقلها وعميلين سريين لنيران صديقة من قوات الجيش الأمريكي على طريق مطار بغداد؛ قُتل العميل السري نيكولا كاليباري على يد الجندي الأمريكي ماريو لوزانو. أثارت هذه الحادثة توترًا بين البلدين، وربما زادت من عداء الرأي العام الإيطالي للولايات المتحدة.

## خلفية
كانت جوليانا سغرينا قد اختُطفت قبل شهر، في الرابع من فبراير/شباط، أثناء عملها كصحفية غير مُلحقة بالعراق لصالح صحيفة "إل مانيفستو" الشيوعية الإيطالية. جادل البعض بأنها كانت مُفرطة الثقة بنفسها لاعتقادها أن الخاطفين سيستهدفون الصحفيين المؤيدين لأمريكا فقط، لكن آخرين جادلوا بأنها كانت مُدركة تمامًا للمخاطر.

## الإنقاذ والحادث

### إنقاذ سغرينا
أُنقذت سغرينا في ظروفٍ غامضةٍ على يد عملاءٍ من جهاز المخابرات العسكرية الإيطالي (SISMI)، في 4 مارس/آذار 2005. كان أحدهما نيكولا كاليباري، والآخر أندريا كارباني. ومن الادعاءات غير المؤكدة أن الحكومة الإيطالية دفعت فديةً بملايين الدولارات الأمريكية. غادر العملاء وسغرينا بالسيارة متجهين إلى مطار بغداد الدولي. ويُوصف الطريق من وسط مدينة بغداد إلى المطار على نطاقٍ واسع بأنه أخطر طريقٍ في العراق.

### اطلاق النار على السيارة
حوالي الساعة 20:55، أطلقت القوات الأمريكية النار على السيارة التي كانت سغرينا تستقلها أثناء توجهها إلى المطار. قُتل نيكولا كاليباري، الذي تفاوض على إطلاق سراحها، بينما كان يحمي جوليانا سغرينا بجسده. أصيبت جوليانا سغرينا في كتفها.
زُعم أن تشريح جثة كاليباري أظهر إصابته برصاصة واحدة في صدغه . أُصيبت سغرينا وكارباني. تلقّت سغرينا العلاج على يد مسعفين من الجيش الأمريكي في موقع الحادث، ونُقلت طبيًا إلى مستشفى ميداني تابع للجيش الأمريكي بعد وقت قصير من الحادث. كما عالج مسعفون من الجيش الأمريكي الضابط المصاب في موقع الحادث، لكنه رفض الإجلاء الطبي لمزيد من المساعدة. خضعت سغرينا لعملية جراحية لاستخراج شظايا من كتفها. لم يكشف الجيش الأمريكي عن مكان وجودهما لاحقًا. وصلت سغرينا إلى روما بعد يوم من الحادث المميت.

## ردود الفعل
أثارت هذه الحادثة انتقادات من جانب المسؤولين في الحكومة الإيطالية:
- قال رئيس الوزراء الإيطالي آنذاك، سيلفيو برلسكوني: "أعتقد أنه لا بد من تقديم تفسير لمثل هذا الحادث الخطير، ويجب أن يتحمل أحد مسؤوليته". كان برلسكوني حليفًا مقربًا لجورج دبليو بوش لفترة طويلة. وبعد أن استدعى السفير الأمريكي في إيطاليا، أعلن: "إنه لأمر مؤسف. لقد كانت لحظة فرح أسعدت جميع مواطنينا، لكنها تحولت إلى ألم عميق بوفاة شخص تحلى بشجاعة كبيرة".
- صرح روبرتو كالديرولي، وزير الإصلاحات الإيطالي، بأن عدة حوادث وقعت بالفعل أثناء تحرير جوليانا سغرينا، وكان إطلاق النار هو الأخير منها.
- وقال ميركو تريماجليا وكيل وزارة الخارجية الإيطالية لوكالة الأنباء الإيطالية أنسا: "يجب تذكير الأميركيين بقوة بضرورة احترام القواعد الإنسانية والمدنية".
- قال جياني أليمانو، وزير الزراعة: "نريد معاقبة الجناة، ونطالب الأمريكيين بتفسير". وأضاف: "نحن حلفاء أوفياء، ولكن يجب ألا ندع أحدًا يظن أننا تابعون".
- وقال كارلو جيوفاناردي، وزير العلاقات مع البرلمان، إنه لا يصدق كلمة واحدة من الرواية التي قدمها الجيش الأميركي.

وردا على ذلك، قدم السكرتير الصحفي للبيت الأبيض سكوت ماكليلان تعازيه قائلا "إننا نأسف لفقدان الأرواح"، وأضاف أن "التفاصيل لا تزال غير واضحة"، وأن تحقيقا سوف يجرى. 
وقد جددت شخصيات بارزة من المعارضة اليسارية الإيطالية انتقاداتها لمشاركة إيطاليا في احتلال العراق، بدعم من بعض أعضاء الائتلاف الحاكم اليميني أيضاً:
- صرح رومانو برودي، رئيس الوزراء المستقبلي وزعيم ائتلاف المعارضة في إيطاليا آنذاك، "إن 57 مليون إيطالي متحدون في انتظار تحرير جوليانا سجرينا لديهم الحق في معرفة ما حدث".
- وقال فاوستو بيرتينوتي، زعيم حزب إعادة التأسيس الشيوعي، "بعد الحقيقة الخطيرة للغاية المتمثلة في وفاة نيكولا كاليباري، فإن سحب القوات [الإيطالية] من العراق هو عمل من أعمال العقلانية العامة".
- وقال بييرو فاسينو، زعيم حزب ديمقراطيي اليسار، إن "القدر ليس هو الذي يسحب الزناد للمدفع الرشاش".
- وقال رافاييل كوستا، عضو البرلمان عن حزب فورزا إيطاليا ، في السادس من مارس/آذار، إن البرلمان، الذي من المقرر أن يناقش تمديد المهمة في الرابع عشر من مارس/آذار، ينبغي أن يحدد موعداً واضحاً للانسحاب.

إن التوتر الناتج عن ذلك على العلاقات السياسية بين إيطاليا والولايات المتحدة هو الأشد وطأة منذ كارثة تلفريك كافاليسي عام ١٩٩٨. وقد عززت هذه القضية، التي شهدت إطلاق سراح رهينة دون أن يصاب بأذى على يد خاطفين عراقيين وكادت أن تُقتل على يد القوات الأمريكية، المعارضة الواسعة النطاق أصلاً لوجود القوات الإيطالية في العراق.

## روايات الحادثة
ونظرا للظروف التي تكشفت فيها الحقائق، ونظرا للموقف المتبادل المشبوه من جانب بعض الأطراف المعنية، فقد طُرِحَت روايات مختلفة على نطاق واسع حول الحادث.

### تكهنات حول محاولة اغتيال
في السادس من مارس/آذار، زعمت سغرينا أنها ربما استُهدفت عمدًا، نتيجةً لاستنكار الولايات المتحدة لوسائل تحريرها. وصرحت لقناة سكاي تي جي 24: "الحقيقة هي أنهم يبذلون قصارى جهدهم لمنع اعتماد هذه الممارسة لإنقاذ أرواح الرهائن، والجميع يعلم ذلك. لذا لا أرى سببًا يمنعني من استبعاد احتمال أن أكون المستهدفة". ردّ البيت الأبيض على ذلك، نافيًا أن تستهدف القوات الأمريكية المدنيين تحديدًا، ومؤكدًا أن المنطقة "طريق خطير، وهي منطقة قتال تتواجد فيها قوات تحالفنا. وغالبًا ما يضطرون إلى اتخاذ قرارات خاطفة لحماية أمنهم". وقال بير سكولاري: "آمل أن تتخذ الحكومة الإيطالية إجراءً، فإما أن يكون هذا كمينًا، كما أعتقد، أو أننا نتعامل مع بلهاء أو أطفال مرعوبين يطلقون النار على أي شخص".

### النسخة الأمريكية

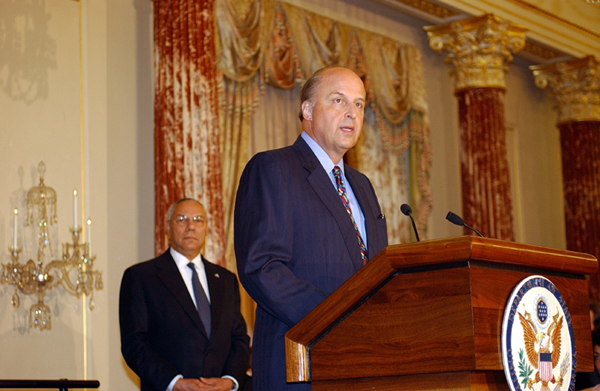
جون نيغروبونتي، السفير الأمريكي في العراق آنذاك. كان موكب سيارته هو السبب في وضع نقطة المنع رقم ٥٤١.

وبحسب تصريحات أولية لمسؤول عسكري أميركي كبير، كانت السيارة تسير بسرعات تزيد عن 150 كيلومترا في الساعة (ما يقارب 100 ميل في الساعة). وقال إن القوات التي تدير نقطة التفتيش ادعت أيضًا أن السيارة كادت أن تفقد السيطرة عدة مرات قبل إطلاق النار حيث انزلقت السيارة عبر برك كبيرة من المياه.
في الأيام الأولى التي تلت الحادثة، صرّح متحدثون أمريكيون بأن المركبة الإيطالية تعرضت لإطلاق نار عند اقترابها من نقطة التفتيش الأمريكية 504 (معسكر النصر) بسرعة مفرطة، ولم تبطئ أو تتوقف بعد أن استخدمت القوات الأمريكية إشارات اليد والأضواء الساطعة وأطلقت طلقات تحذيرية. وزُعم أن القوات الأمريكية اضطرت بعد ذلك إلى تعطيل المركبة بإطلاق النار على كتلة المحرك. نقطة التفتيش 504 هي حاجز طريق دائم.
خلال الأسبوع الأول بعد الحادث، خضعت رواية الأحداث التي أقرّ بها المتحدثون الأمريكيون لتعديلات جوهرية. أما الرواية الثانية، فتشير إلى أنه تم مؤخرًا إضافة دوريات أمنية إضافية إلى طريق المطار لأن "شخصية دبلوماسية رفيعة المستوى" كانت ستستخدم الطريق ذلك المساء؛ وقد وقع إطلاق النار في "نقطة إغلاق" مؤقتة (وليس "نقطة تفتيش"). وأُقرّ لاحقًا بأن "الشخصية الدبلوماسية الرفيعة المستوى" هي السفير جون نيغروبونتي، الذي لم يتمكن من استخدام طائرة هليكوبتر للنقل بسبب سوء الأحوال الجوية.

### النسخة الإيطالية

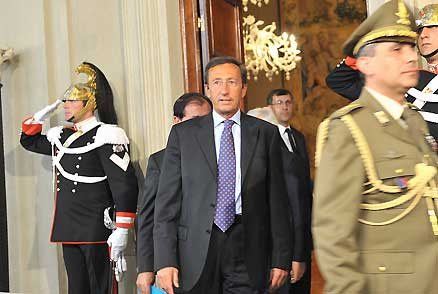
وزير الخارجية الإيطالي آنذاك، جيانفرانكو فيني

وتتناقض هذه الرواية للأحداث بشكل واضح مع الرواية التي أحالها وزير الخارجية جيانفرانكو فيني بعد ذلك إلى البرلمان الإيطالي.
وفي حديثه أمام غرفة النواب في 8 مارس/آذار 2005، ذكر فيني أنه لم تكن هناك أي حواجز على الطريق، ولم يُعطَ أي تحذير، وأن السيارة "لم تتجاوز سرعتها 40 كيلومتراً في الساعة، وكانت مضاءة من الداخل لتسهيل السيطرة عليها والسماح بإجراء المكالمات الهاتفية"، وأنه "عندما شُغِّل مصدر ضوء قوي، مثل جهاز عرض، على بعد عشرات الأمتار من السيارة، كانت السيارة تبطئ حتى توقفت تقريباً، وبدأ إطلاق النار"، وأن كاليباري، الذي وُصف بأنه أحد أكثر عملاء الاستخبارات الإيطالية خبرة وله تاريخ من العمليات الناجحة في العراق، لم يقم فقط بإجراء "كل الاتصالات اللازمة" مع السلطات الأمريكية في بغداد وحصل على كل التصاريح اللازمة، بل تحدث أيضاً إلى السلطات الأمريكية والإيطالية من هاتفه المحمول قبل دقائق فقط من الهجوم. 
وأكد فيني أن الصور الملتقطة للسيارة أثبتت أنها لم تتعرض لإطلاق النار من الأمام (أو من داخل كتلة المحرك)، كما قد يتوقع المرء إذا كانت تقترب من نقطة تفتيش، بل تعرضت لإطلاق النار من الجانب الأيمن، حيث دخلت الرصاصات من هذا الجانب. كما استندت رواية فيني للأحداث إلى شهادة عميل استخبارات إيطالي ثانٍ، كان يقود السيارة.
وقال أيضًا إن نظرية الهجوم المتعمد على سجرينا "لا أساس لها من الصحة على الإطلاق"؛ وأخيرًا كرر رغبته في ألا يؤدي موت كاليباري إلى إثارة "مشاعر معادية للولايات المتحدة لا داعي لها" في الرأي العام الإيطالي.

### الرد الأمريكي

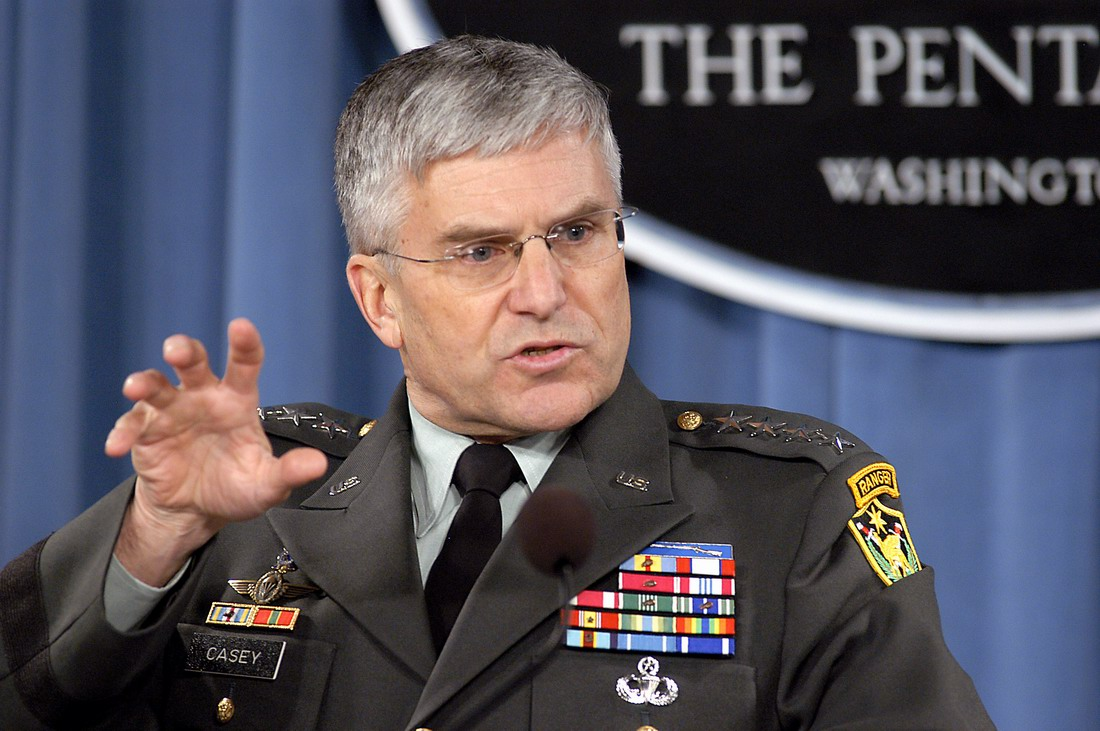
الجنرال جورج كيسي، قائد القوات الأميركية في العراق.

الرواية الإيطالية تتناقض مع تصريحات الجنرال جورج كيسي، قائد القوات الأمريكية في العراق، الذي قال إن الحكومة الإيطالية لم تُبلغ الولايات المتحدة مسبقًا بشأن القافلة التي تقل السيدة سغرينا. وقال الجنرال كيسي: "شخصيًا، ليس لدي أي مؤشر على ذلك، حتى على أساس أولي".
أيّد الجنرال ماريو ماريولي، القائد العسكري الأعلى لإيطاليا في العراق، تصريحات الجنرال جورج كيسي. أبلغ ماريولي المسؤولين الأمريكيين بوجود كاليباري والضابط الإيطالي الآخر هناك، لكنه لم يُدلِ بأي معلومات عن تفاصيل عملية كاليباري. مع ذلك، يزعم تقرير المحققين الإيطاليين، الصادر في 2 مايو/أيار 2005، أن السلطات الأمريكية أُبلغت بأن كاليباري كان من المقرر أن يعود إلى مطار بغداد برفقة رهينة ليلة إطلاق النار.
رواية جوليانا سغرينا للأحداث لا تذكر سوى اتصال كاليباري بالسلطات الإيطالية، لكنها لا تذكر أي اتصال بالسلطات الأمريكية أثناء وجودها معه. صادرت القوات الأمريكية هواتف محمولة وهواتف فضائية من ركاب السيارة فور إطلاق النار، ووفقًا للتقرير الرسمي للجيش الأمريكي، أعادتها قبل إخلاء الإيطاليين من موقع الحادث. ويشير التقرير الرسمي أيضًا إلى أن " سيارتي الهامفي اللتين كانتا في موقع المنع نُقلتا لنقل السيدة سغرينا إلى مستشفى الدعم القتالي في المنطقة الدولية. علاوة على ذلك، لم يُعتبر موقع الحادث مسرح جريمة، وبُذلت جهود لإخلاء الطريق". وخلص التقرير أيضًا إلى أن السيارة أُطلق عليها النار أثناء توجهها نحو حاجز الطريق، وليس من نقطة عمودية على الطريق، كما أصر جيانفرانكو فيني.

## التقارير العسكرية

خريطة تقريبية للحادثة، حسب المعلومات التي اتفقت عليها التقارير الأمريكية والإيطالية.

وأُعِدَّ تقريران عسكريان، أحدهما من قبل الجيش الأمريكي والآخر من قبل الحكومة الإيطالية.

### نشر معلومات سرية في تقرير أمريكي
أصدرت القوة المتعددة الجنسيات في العراق تقريرًا رسميًا نُشر على موقعها الإلكتروني. حُذفت معلومات سرية (مثل اسم عميل سيسمي الآخر، وأسماء الجنود المعنيين، وتحركات قوات التحالف) من التقرير، ولكن نُشر التقرير عن طريق الخطأ بصيغة تسمح باسترجاع المعلومات المحذوفة بسهولة.
نُشر التقرير بصيغة PDF، وكانت الجمل المصنفة مغطاة بشريط أسود. مع ذلك، لم يُمح النص الموجود أسفله، وكان موجودًا في الملف. يكفي نسخ ولصق من قارئ PDF إلى معالج نصوص لإعادة ظهور الأسطر.
سرعان ما اكتشف طالب تبادل يوناني في بولونيا، فضّل عدم الكشف عن هويته، وجيانلوكا نيري، الذي نشر النسختين على مدونته" ماكيانيرا"، إمكانية قراءة التقرير كاملاً. دار جدل حول من سيُنشر أولاً، ولكن كما كتب نيري نفسه، كانت المهمة بسيطة لدرجة أن المزيد من الناس ربما لاحظوها في وقت قصير، بشكل مستقل عن بعضهم البعض.

### محتوى التقرير الأمريكي
برّأ التقرير الأمريكي جنود فوج المشاة 69 من أي مخالفات، مدعيًا أن الوحدة اتبعت الإجراءات السليمة، ودافع عن قرار أحد الجنود، وهو الجندي ماريو لوزانو، بفتح النار بعد وميض الضوء وإطلاق طلقات تحذيرية.
أشار التقرير إلى أن الجنود كانوا قد أداروا الطريق بالفعل قبل الحادث بحوالي–سيارة، وكانوا في حالة تأهب بسبب تحذيرين (BOLOs، B e O n Look O out) حول احتمال وجود سيارتين مفخختين (عبوة ناسفة مرتجلة محمولة على مركبة)، إحداهما سوداء والأخرى بيضاء. وقد حوفِظ على موقع الحجب لفترة أطول من المخطط لها بسبب خلل في إجراءات الاتصالات، والذي نتج عن عطل في نظام VOIP الذي يستخدمه الجيش الأمريكي؛ فبينما كان نظام FM متاحًا، لم يُستَخدَم.
أثبت كشاف الضوء والليزر الأخضر اللذان استخدمهما الجنود الأمريكيون فعاليتهما في إيقاف السيارات السابقة وإجبارها على العودة. وجّه الجندي ماريو لوزانو كشاف الضوء أولاً، ثم استخدم الرشاش لإطلاق النار على مركبة الإيطالي.
وقد قُدِّرَت سرعة السيارة بحوالي 50 ميل/س (80 كم/س) في الساعة. ولم تتوقف إلا بعد إطلاق النار عليها. أُطلقت إحدى عشرة طلقة على السيارة، أصابت خمس منها مقدمتها. 
وقد سُجِّلَت سلسلة من الأحداث غير ذات الصلة باعتبارها ساهمت في المأساة:
- سفر السفير نيجروبونتي بالسيارة بدلاً من المروحية، بسبب سوء الأحوال الجوية؛
- فشل الاتصالات بين نقطة الحجب ومقرها؛
- التأخير اليومي في إنقاذ السيدة سجرينا لعدة أيام؛
- ولم يكن الإيطاليون على علم بوجود حاجز على الطريق؛
- ولم يكن الجنود على علم بوصول الإيطاليين.

وأشار التقرير الأمريكي إلى أن الوحدة المتورطة في الحادث لم تتلق تدريباً كافياً حول كيفية نشر المركبات المدرعة في وضع حجب قبل حاجز طريق قبل المغادرة إلى العراق، ولمدة عشرة أيام فقط مع وحدة أخرى بمجرد وصولها.
كان ضابط أمريكي واحد فقط، وهو الكابتن غرين، على علم بإنقاذ السيدة سغرينا، بعد أن أبلغه الجنرال الإيطالي ماريو ماريولي بذلك. ولكن بما أن ماريولي أضاف: "من الأفضل ألا يعلم أحد"، اعتبر غرين ذلك أمرًا بعدم نقل المعلومات إلى الآخرين.

### تقرير إيطالي
نُشر تقريرٌ للحكومة الإيطالية في 2 مايو. اختلف المحققون الإيطاليون حول سرعة السيارة، والإشارات (أو انعدامها) قبل إطلاق الأمريكيين النار، وما إذا كانوا على علم بوجود كاليباري وأنشطته في بغداد. وأشار التقرير الإيطالي أيضًا إلى أن المحققين الإيطاليين يزعمون أن "ضباطًا أمريكيين كبارًا وصلوا إلى موقع إطلاق النار انتقدوا نقطة التفتيش لضعف إضاءتها، وعدم كفاية إشاراتها، وسوء تمركزها".
يُشير الإيطاليون إلى أنه بينما لم تكن القوات الأمريكية على علم بأهداف كاليباري، إلا أنها كانت على علم بوجوده بالتأكيد، حيث مُنح كاليباري وكارباني بطاقات هوية وأُقيما في معسكر النصر. علاوة على ذلك، زعموا أن معرفة العملية لم تكن لتمنع وقوع الحادث بأي حال من الأحوال، نظرًا لعدم وجود مسار مُحدد مسبقًا، نظرًا لطبيعة المهمة. 
أُشير إلى أن الضابط المسؤول عن نقطة المنع لم يضع العلامات والعوائق بشكل صحيح، حتى لو كان من الواضح أن مهمة نقطة المنع، بعد فترة، لن تكون قصيرة. وقد ألقى هذا بمسؤولية التشغيل السليم لنقطة المنع بالكامل على عاتق المدفعيين، اللذين كانا يشغلان بالفعل، إلى جانب مهام أخرى، الأضواء الكاشفة. ادعى الأمريكيون أنه بما أن هذه العلامات عادةً ما تكون باللغتين العربية والإنجليزية، فإنها ستكون عديمة الفائدة للإيطاليين لأنهم لن يفهموها؛ ويعتبر التقرير الإيطالي هذه الادعاءات "مُبالغًا فيها"، لأن كلمات مثل "قف" و"خطر" متعارف عليها دوليًا. في الواقع، تحمل علامات التوقف على الطرق الإيطالية كلمة "قف"، كما هو الحال في الإنجليزية، وهي مطابقة لتلك المستخدمة في الولايات المتحدة.
كان "خط الإنذار" و"خط التحذير" على مسافات أصغر مما هو معتاد؛ بينما غاب "خط التوقف" تمامًا. كانت جميع هذه المسافات معروفة تقريبًا للجنود، ولكن لم تكن هناك أي إشارة للمركبات القادمة. وتحديدًا، كان خط الإنذار على بُعد 120 مترًا فقط من المركبة العسكرية الأولى، بدلًا من المسافة المقررة التي تتراوح بين 200 – 400 متر. هذا، بالإضافة إلى غياب الإشارات، كان سيُجبر المدفعية على البقاء في حالة تأهب وعدم تشتيت انتباههم ولو للحظة واحدة طوال المهمة التي استمرت 80 دقيقة.
كانت الإشارات الوحيدة المستخدمة هي الضوء الكاشف والليزر الأخضر. ويشير التقرير الإيطالي إلى أن كليهما يعتمد على سرعة رد فعل الطاقم المشغل لهما، ويصعب توجيه الليزر على هدف متحرك في وقت قصير. وأي تشتيت من جانب المدفعي قد يحول المركبة بسهولة إلى تهديد يستدعي إيقافها بالقوة.
أشار التقرير الإيطالي أيضًا إلى أن الجنود الذين كانوا يديرون نقطة التفتيش لم يضعوا أي لافتات أو أقماع مرورية على الطريق تشير إلى وجود نقطة تفتيش أمامهم، رغم تمركزهم حول منعطف بزاوية 90 درجة تقريبًا في الطريق، مما حجب نقطة التفتيش عن السيارات المقتربة: "لم تكن هناك لافتات تحذر من وجود حاجز أمريكي-وهو أحد أبسط الإجراءات الاحترازية. لم يلتزم الجنود الذين يديرون نقطة التفتيش بإحدى أهم القواعد."
وأشار التقرير أيضًا إلى أن فكرة نقطة الحجب كانت خطيرة بطبيعتها، حيث كانت المركبات المقتربة تُجبر على الالتفاف على طريق سريع باتجاه واحد.
كما انتقد المحققون الإيطاليون الجنود الأميركيين لعدم قيامهم بتركيب حاجز من الأسلاك الشائكة التي كان من الممكن أن توقف السيارة قبل الوصول إلى حاجز الطريق، ولكن الجنود "لم يرغبوا في استخدام الأسلاك الشائكة في الليل بسبب الخطر الذي تشكله السيارات التي تتشابك معها وتحتاج إلى المساعدة".
على النقيض من ذلك، قلل تقرير الجيش الأمريكي من أهمية غياب اللافتات أو غيرها من المؤشرات على وجود الحاجز، بحجة عدم فعاليتها ليلاً. ومع ذلك، أشار تقرير الجيش الأمريكي إلى أن وحدة الحاجز لم تكن لديها، كما ورد، لافتات لنشرها، لأنه في ذلك الوقت، كانت لافتات الفرقة 69 - التي كُتب عليها "قف وإلا ستُطلق النار عليك!" - لا تزال في الورشة، في انتظار فني لتغطية عبارة "وإلا ستُطلق النار عليك"، التي اعتُبرت مسيئة، بشريط لاصق. ومن غير الواضح ما إذا كانت هذه اللافتات ستُستخدم لو كانت متاحة.
يتهم التقرير الإيطالي القوات الأمريكية تحديدًا بالتلاعب بمسرح الجريمة، في محاولةٍ لجعل التحقيق مُستحيلًا. كما أشار إلى أن تقديرات سرعة سيارة سغرينا تراوحت بين 50 ميل/س (80 كم/س) الساعة. إلى 80 ميل/س (130 كم/س)، وهو قياس غريب ومنتشر على نحو غريب، نظراً لأن الجنديين كانا من رجال الشرطة ذوي الخبرة. 
كما زعم التقرير الإيطالي أن ثلاث ثوانٍ فقط مرت بين إشارات التحذير من الحاجز المتنقل ولحظة إطلاق الجنود النار. وأضافوا أنه على الرغم من أن السيارة كانت تسير بسرعة 40 إلى 50 كيلومتراً في الساعة فقط، هذه الفترة الزمنية التي تبلغ ثلاث ثوانٍ لم تمنح السائق وقتًا كافيًا لإيقاف السيارة.

## حساب سغرينا
صرحت جوليانا سغرينا لوكالة الأنباء الإيطالية أنسا:"لم يكن إطلاق النار مبررًا بسرعة السيارة". وأضافت لصحيفة "إل مانيفستو": "كانت سيارتنا تسير بسرعة عادية، ما كان ينبغي أن يُثير أي سوء فهم". وأضافت:"لم تكن نقطة تفتيش، بل دورية أطلقت النار علينا، بعد أن أضاءتنا بجهاز عرض ضوئي". كما نفى العميل الإيطالي الذي كان يقود السيارة أن تكون السيارة تسير بسرعة مفرطة، ورفض التوقف عند نقطة تفتيش: "كنا نسير بشكل طبيعي. كانت دورية، في مركبة مدرعة، أطلقت النار دون سابق إنذار".
في الصحافة الإنجليزية، ظهرت مزاعم عن سغرينا تزعم أن جنودًا أمريكيين ودبابة أمريكية أطلقوا النار على المركبة ما بين 300 و400 مرة. وقد ذكر رفيق سغرينا في إيطاليا، بيير سكولاري، الرقم المذكور، والذي لم يتحدث معها إلا عبر الهاتف. لم تظهر الكلمة الإيطالية "دبابة"، "كارو أرماتو"، في معظم الروايات الإيطالية؛ وقد يكون مصطلح "دبابة" ترجمة خاطئة لكلمة "بلينداتو "، التي تعني "مركبة مدرعة" أو مركبة هامفي.
زعم صحفي زميل في صحيفة "إل مانيفستو" أن فرضية أن هذه محاولة اغتيال من قِبل القوات الأمريكية لتثبيط محاولات إنقاذ الرهائن الأخرى لا يمكن دحضها جملةً وتفصيلاً. وزعمت سغرينا أن خاطفيها، قبيل إطلاق سراحها، حذروها من أن القوات الأمريكية ستشكل خطراً عليها.
وفي مقابلة مع إيمي جودمان على برنامج الديمقراطية الآن (الجمعة 25 مارس/آذار 2005)، أشارت المراسلة المستقلة نعومي كلاين في البداية إلى أن إصابات جوليانا سجرينا كانت شديدة للغاية بحيث لا تستطيع الكلام، حيث كانت لا تزال تعاني من سوائل في رئتيها نتيجة لإصاباتها الناجمة عن طلقات نارية.
أخبرت سغرينا كلاين أن سيارتها لم تكن تسير على طريق عام، بل على طريق آمن مخصص للمسؤولين، يربط المنطقة الخضراء مباشرةً بالمطار. وبحكم وجودها على هذا الطريق، أشارت سغرينا أيضًا إلى أنها لا بد أنها مرت بالفعل بنقاط تفتيش لدخول المنطقة الخضراء التي انبثق منها الطريق، وأن سيارتها كانت تسير ببطء وأضواءها مضاءة لجعلها أكثر وضوحًا ووضوحًا. وأشار كلاين إلى أن سغرينا تعتقد أن الجنود الأمريكيين الذين سجلت سيارتها دخولهم ربما لم يرسلوا إشارات لاسلكية إلى نقاط التفتيش المتنقلة للإشارة إلى قدومهم، بل كانوا يبتعدون عن الوحدة العسكرية التي أطلقت النار عليهم، مشيرةً إلى أن السائق، الذي كان يجلس في المقدمة، لا يزال على قيد الحياة. 
وفي المقابلة، ذكرت نعومي كلاين أيضًا أن سغرينا قالت أيضًا إنها كانت مشوشة للغاية أثناء وجودها في الأسر، وأن خاطفيها لم يريدوا وجود صحفيين مستقلين في العراق يتحدثون إلى الشعب العراقي. 
صرح بير سكولاري، شريك حياة سغرينا، أن "جوليانا كانت لديها معلومات، وأن الجيش الأمريكي لم يرغب في بقائها على قيد الحياة". "كان الأمريكيون والإيطاليون على علم بوصول السيارة". ويزعم أن سغرينا كانت لديها معلومات مفصلة عن استخدام أسلحة محظورة خلال العمليات الأخيرة في الفلوجة (انظر عملية فانتوم فيوري ). وقد كتب سغرينا عن الاستخدام المزعوم للنابالم في الفلوجة. وتكهن سكولاري بأنهم كانوا على بعد 700 متر من المطار، مما يعني أنهم عبروا جميع نقاط التفتيش. وقال سكولاري، الذي كان آنذاك في قصر شيغي: "سمعت رئاسة المجلس إطلاق النار بالكامل على الهواء مباشرة، حيث كانت تتحدث عبر الهاتف مع أحد العملاء. ثم صادر الجيش الأمريكي الهواتف وأغلقها". وادعى الجنرال كيسي أن سيارة سغرينا وكاليباري لم تمر بأي نقاط تفتيش سابقة.

## النتائج المحددة

### نقطة التفتيش
وقيل إن نقطة التفتيش كانت مأهولة بالفرقة الجبلية العاشرة الأمريكية، وهي وحدة مشاة خفيفة، ولكن تبين لاحقًا أنها مأهولة بوحدة من الحرس الوطني في نيويورك، والتي وصلت إلى العراق قبل أربعة أشهر من إطلاق النار وفي بغداد قبل شهر واحد فقط. وظلت هوية الجندي الذي أطلق النار غير معروفة حتى كشف عنها طالب يوناني في جامعة بولونيا، والذي استعاد إمكانية الوصول إلى الأجزاء الخاضعة للرقابة من التقرير عن طريق حفظ ملف PDF المحرر كملف نصي. ويبدو أن الجندي الذي أطلق الرصاصة القاتلة كان ماريو لوزانو، أحد أفراد الحرس الوطني الأمريكي. والولايات المتحدة ليست عضوًا في المحكمة الجنائية الدولية. ولن يُحاكم الجندي في محكمة غير أمريكية إذا ما واجه محاكمة. ومع ذلك، فإن الكشف عن اسم الجندي يُمكّن قضاة التحقيق الإيطاليين (في روما) من توجيه الاتهام إليه غيابيًا.
وكانت منظمات حقوق الإنسان قد انتقدت في الماضي معايير القوات الأميركية عند نقاط التفتيش، وهي الآن تحت التدقيق.

### لقطات الأقمار الصناعية
في 28 أبريل، نشرت قناة سي بي إس نيوز تقريرًا يستند إلى تحليل البنتاغون لتصويرٍ زُعم أنه مُسجّل زمنيًا من الأقمار الصناعية للحادث. بقياس المسافة التي قطعتها السيارة (91 ياردة أو 83 متراً) والوقت المنقضي (أقل من ثلاث ثوانٍ)، خلص البنتاغون إلى أن السيارة كانت تسير بسرعة تزيد عن 60 ميلًا في الساعة (100كم/ساعة).
مع ذلك، بما أن البنتاغون لم ينشر اللقطات المزعومة، لم يكن من الممكن إجراء تحليل مستقل لها. لم يتحدث محللو البنتاغون مع أي مؤسسة إخبارية باستثناء شبكة سي بي إس نيوز. إضافةً إلى ذلك، لم يذكر التقرير النهائي، الذي أصدره الجيش الأمريكي لاحقًا، أي صور أقمار صناعية (ولا حتى في الأجزاء السرية التي نُشرت بالصدفة)، مما أثار تساؤلات في وسائل الإعلام الإيطالية حول وجود هذه اللقطات أصلًا.
بينما كانت تغطية الأقمار الصناعية للطريق الأيرلندي مبررة، نظرًا لسفر السفير نيغروبونتي عبره، زعم التقرير الإيطالي أن الأحوال الجوية كانت سيئة للغاية لدرجة استحالة التقاط أي صورة عبر الأقمار الصناعية. كما أفاد الإيطاليون بأنهم طلبوا مثل هذه الصور، وأُبلغوا بأن أقرب الصور المتاحة كانت ليومي 2 ومارس، بسبب سوء الأحوال الجوية. وكان سوء الأحوال الجوية في الواقع هو السبب وراء انتقال السفير نيغروبونتي بموكب سيارات وليس بطائرة هليكوبتر، وهو ما كان بدوره سبب إنشاء نقطة الاحتجاز، وفقًا للتقرير الأمريكي.

### أدلة المقذوفات
توصل خبراء المقذوفات الذين كلفهم قضاة التحقيق في روما المسؤولون عن التحقيق الجنائي والذين فحصوا السيارة في روما إلى استنتاج مفاده أن السيارة لم تكن تسير بسرعة تزيد عن 45 ميلاً في الساعة (60 كم/ساعة).

## روابط خارجية
- الرهينة الإيطالي الذي أُطلق سراحه في العراق يُصاب برصاص جنود أمريكيين (نيويورك تايمز، 5 مارس/آذار 2005، التسجيل مطلوب)
- صورة جوليانا سجرينا (il Manifesto)
- الملف الشخصي لجوليانا سغرينا (بي بي سي)
- بيان جوليانا سغرينا من صحيفة CNN Guardian بعد إطلاق سراحها
- جيريمي سكاهيل، AlterNet ، 28 مارس 2005، "لا نقطة تفتيش، لا دفاع عن النفس"
- مقابلة مع قناة سي بي إس في برنامج 60 دقيقة ، 13 أبريل/نيسان 2005، بعنوان "صحفي إيطالي: الولايات المتحدة كذبت".
- مقابلة مع جوليانا سغرينا، الديمقراطية الآن!، ٢٧ أبريل ٢٠٠٥، "جوليانا سغرينا تنتقد التستر الأمريكي، وتدعو الولايات المتحدة وإيطاليا إلى مغادرة العراق".
- تقرير عسكري أمريكي عن الحادثة يتضمن أجزاء محررة غير مغطاة